# Einstein (Berg)
Der Einstein ist ein Berg in den Tannheimer Bergen der Allgäuer Alpen. Er erhebt sich nördlich des Tannheimer Tals über der Ortschaft Tannheim in Tirol.

## Geographie, Geologie und Namensgebung
Das „Ein“ im Namen des Berges steht für die Alleinlage des Berges, der durch tief eingeschnittene Täler (Vilstal und Engetal) sowie eine flache Talwasserscheide von den benachbarten Erhebungen getrennt ist. Der auffallend viereckige Gipfel erhebt sich damit hoch über seine Trabanten. „Stein“ weist auf den felsigen Gipfelaufbau aus Dolomitstein hin, der eine Höhe von 1866 m ü. A. erreicht. 
Der Einstein gilt als Hausberg von Tannheim. Die Schartenhöhe des Einsteins beträgt 721 m, seine Dominanz 3,5 Kilometer, wobei die Sefenspitze der Referenzgipfel (Line Parent) und der Aggenstein der Dominanzbezug sind.

## Wanderwege
Die Wanderung auf den Einstein, auf den ein schmaler Steig führt, verspricht eine gute Rundumsicht auf die anderen Tannheimer Berge und insgesamt auf die Allgäuer Alpen: Nach Norden hin ist das Ostallgäuer Alpenvorland zu sehen, im Osten erblickt man den Aggenstein und die Westwände der Zugspitze, im Westen das Wertacher Hörnle, im Süden unter anderen Gipfeln das Gaishorn, das Rauhhorn und das Kugelhorn. Dieter Seibert spricht von einem „Aussichtsgipfel der Extraklasse“.
Es bestehen zwei unterschiedliche Zugänge zum Gipfel: Der südliche Weg führt von Tannheim herauf, der nördliche, auch etwas kniffligere, beginnt auf dem Gemeindegebiet von Pfronten, er passiert dann nördlich von Grän die Staatsgrenze zwischen dem deutschen Freistaat Bayern und dem österreichischen Bundesland Tirol.
Die Tour verlangt Trittsicherheit und Vorsicht bei Nässe, denn die Flanken bestehen aus steilem Schrofengelände.

## Bilder

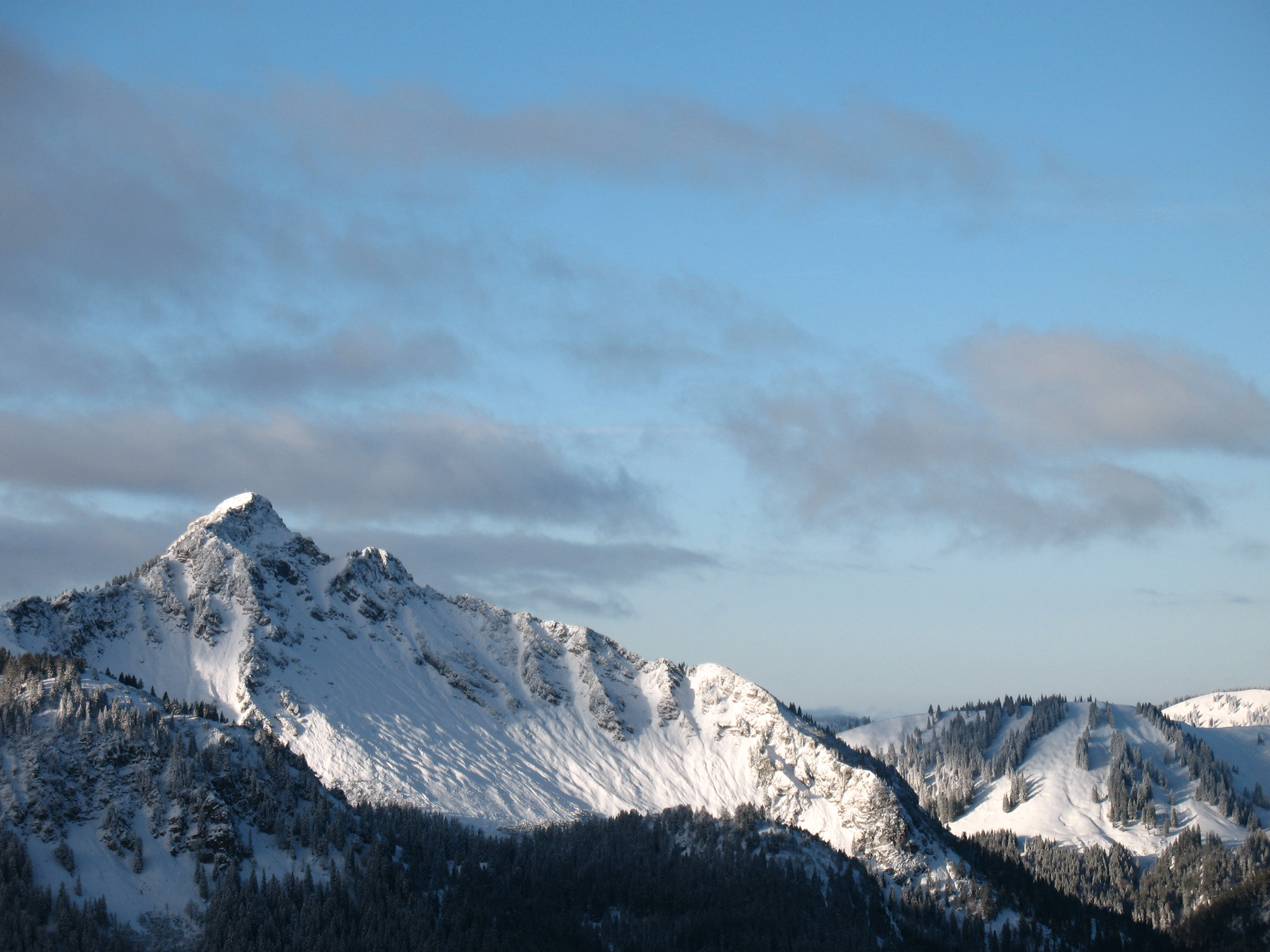
Ostseite
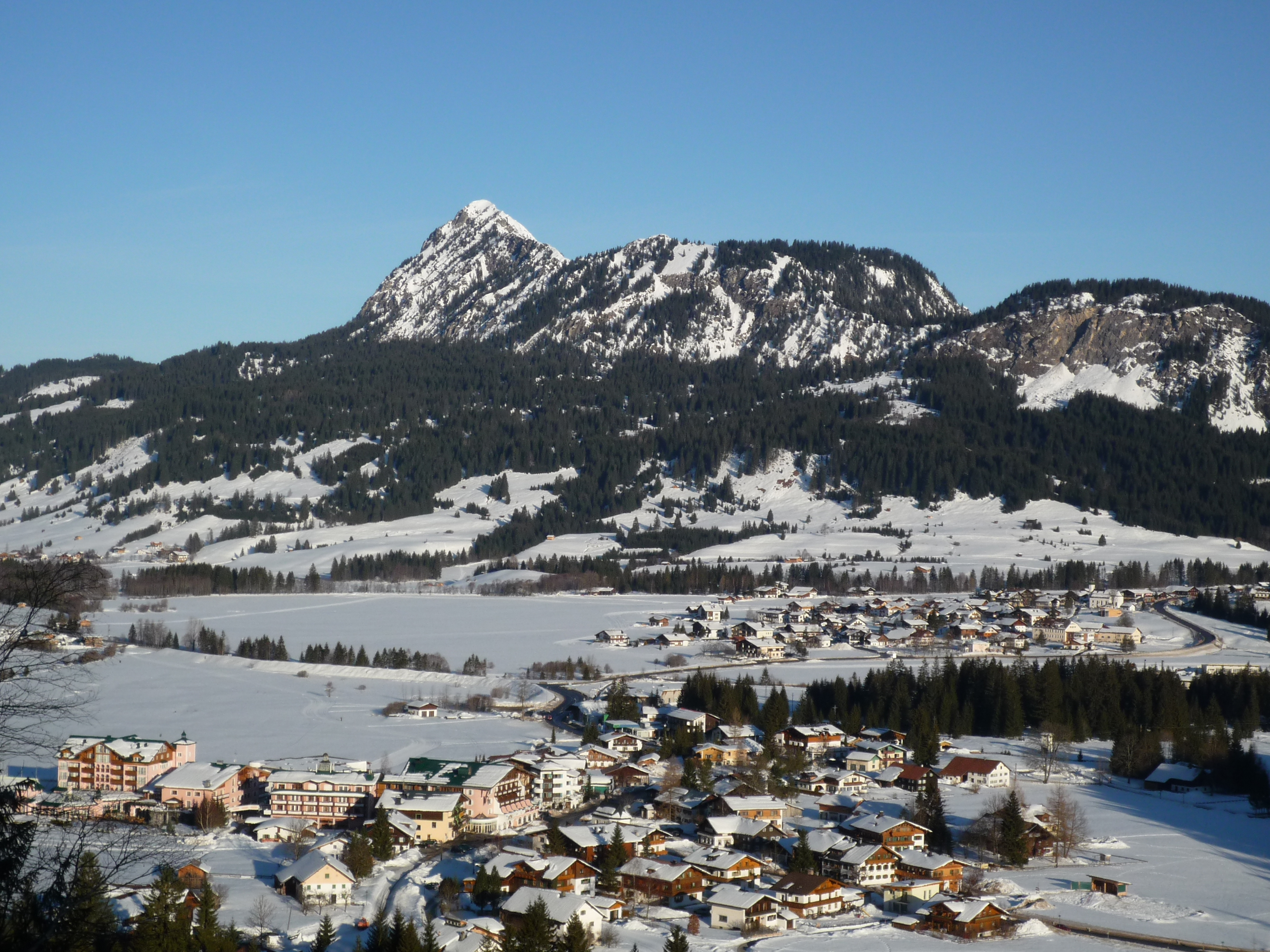
Südseite mit Grän und Haldensee
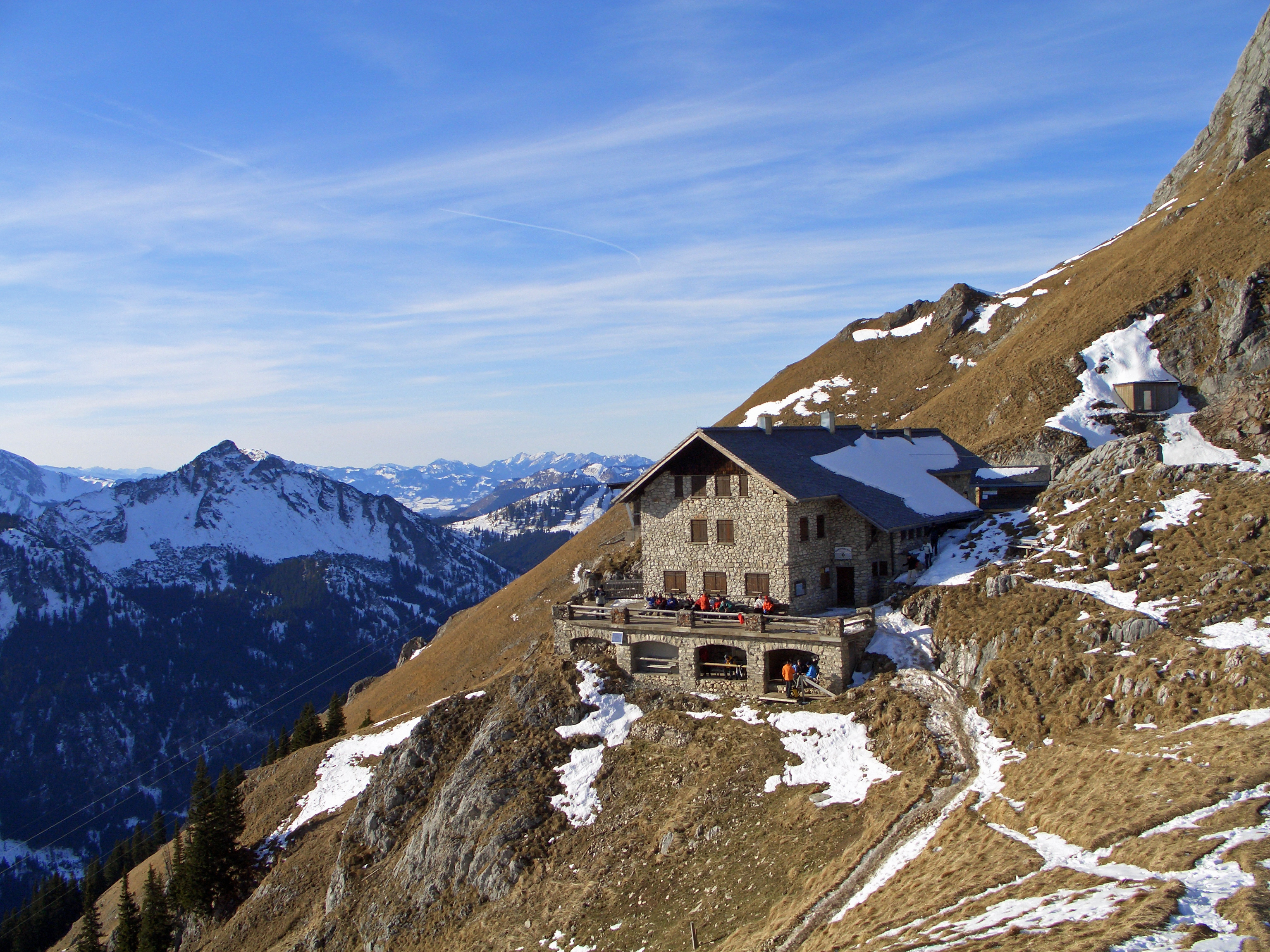
Blick vom Aggenstein und der Bad Kissinger Hütte zum Einstein (verschneiter Gipfel links)